# Dinamo-Altaj Barnaul
Hockeyklub Dinamo-Altaj (russisk: Хоккейный клуб «Динамо-Алтай») er en professionel russisk ishockeyklub fra Barnaul, og som har hjemmebane i Titov Arena. Klubben blev grundlagt i 2019, og siden 2023 har den spillet i Ruslands næstbedste ishockeyliga, VHL. Klubben er international kendt som Dinamo-Altaj Barnaul.

## Historie
Tekst mangler, hjælp os med at skrive teksten

## Sæsoner

### VHL(2023-)
| VHL     | VHL       | VHL       | VHL       | VHL       | VHL       | VHL       | VHL       | VHL       | VHL       | VHL               |
| Sæson   | Grundspil | Grundspil | Grundspil | Grundspil | Grundspil | Grundspil | Grundspil | Grundspil | Grundspil | Slutspil          |
| Sæson   | Division  | Plac.     | K         | V         | Vo        | To        | T         | Målscore  | Point     | Slutspil          |
| ------- | --------- | --------- | --------- | --------- | --------- | --------- | --------- | --------- | --------- | ----------------- |
| 2023-24 | -         | 20/29     | 56        | 18        | 5         | 10        | 23        | 131-164   | 56        | Ikke kvalificeret |

## Trænere
Tekst mangler, hjælp os med at skrive teksten